# Преторий, Матфей
Матфей (Маттеус) Преторий (лит. Matas Pretorijus, нем. Matthäus Prätorius; около 1635, вероятно Мемель — 1704, Вейхерово) — протестантский пастор, позже католический священник, историк и этнограф.

## Биография
Мололитовского происхождения — правнук Йонаса Бреткунаса.
Матфей (Маттеус) Преторий получил образование в университетах Кёнигсберга (1655—1657) и Ростока (после 1657).
Преторий владел немецким и литовским языками, что помогало ему проповедовать среди этнических литовцев в Пруссии. Его труд по истории и о культуре Пруссии — «Deliciae Prussicae oder Preussische Schaubühne» — во многом сходен с трудами Christoph Hartknoch, с которым Преторий сотрудничал. Труд Претория, однако, содержит намного больше этнографических сведений о прусских литовцах и древних пруссах. Труд Претория был опубликован лишь частично, в 1871 году. Полное издание в семи томах, с оригинальным немецким текстом и литовским переводом, находится в стадии подготовки к печати в Литве.
В 1701 году Преторий перешел из протестантизма в католичество. Преторий выступил также в защиту обвиняемых в колдовстве.

## Труды
- Matas Pretorijus. Prūsijos įdomybės, arba Prūsijos regykla. Herausgegeben von Inge Lukšaitė und Vilija Gerulaitienė. — Vilnius: Pradai. — Bd. 1 (1999), Bd. 2 (2004). — ISBN 9986-776-82-1. (лит.)